# Быненко, Александр Викторович
Александр Викторович Быненко (род. 1957) — советский и российский деятель органов охраны общественного порядка, начальник МУРа, генерал-майор полиции.

## Биография
Окончил среднюю школу. После срочной службы в Вооружённых силах СССР, в 1979 поступил в Высшую школу милиции МВД СССР, после окончания которой в 1983 продолжил службу в органах внутренних дел в должности инспектора уголовного розыска 50-го отделения милиции Москвы. С 1985 по 1996 на руководящих должностях в территориальных подразделениях уголовного розыска столицы. С декабря 1996 по сентябрь 2001 замещал руководящие должности в Управлении уголовного розыска ГУВД Москвы, в частности руководил 2-м отделом. С 2001 до 2012 находился на должности начальника криминальной милиции и первого заместителя начальника УВД по Восточному и Западному округам Москвы. В 2012 переведён в центральный аппарат МВД России, в январе 2014 назначен на должность заместителя начальника Главного управления уголовного розыска МВД России. С 3 апреля 2017 до 13 февраля 2018 временно исполняющий обязанности заместителя начальника полиции и начальника Управления уголовного розыска ГУВД Москвы.

### Звания
- рядовой (1977);
- лейтенант милиции (1983);
- генерал-майор полиции (21 февраля 2015).

### Награды
- орден Почёта, медаль ордена «За заслуги перед Отечеством» II степени;
- медали;
- ведомственные награды.